# Richard Hallock
Richard Treadwell Hallok (Passaic, 5 aprile 1906 – Chicago, 20 novembre 1980) è stato un archeologo statunitense, assiriologo ed elamitologo.

## Biografia
Ottenne un Ph.D. in assiriologia alla University of Chicago nel 1935, e fu segretario editoriale del Chicago Assyrian Dictionary (1955–1957). La sua opera principale è Persepolis Fortification Tablets (1969), la prima edizione e traduzione del Persepolis Fortification Archive. Nel 1972, venne eletto come membro corrispondente della British Academy.
Hallock giocò un ruolo strumentale nel progetto Venona. Mentre lavorava al Soviet "Trade" traffic (così chiamato perché questi messaggi affrontavano questioni commerciali sovietiche), Hallock scoprì che i sovietici stavano riutilizzando pagine del Cifrario di Vernam per crittografare i propri messaggi. Hallock e alcuni dei suoi colleghi (tra cui Genevieve Feinstein, Cecil Phillips, Frank Lewis, Frank Wanat e Lucille Campbell) continuarono a penetrare in una significativa quantità di traffico commerciale, recuperando molte tabelle chiave nel processo.